# Aoplus planinotum
Aoplus planinotum är en stekelart som först beskrevs av Morley 1919.  Aoplus planinotum ingår i släktet Aoplus och familjen brokparasitsteklar. Inga underarter finns listade i Catalogue of Life.